# IB3 Global
IB3 Global (estilizado en el logotipo como IB3 GLOBAL) es uno de los canales que emite el Ente Público de Radiotelevisión de las Islas Baleares para su emisión en Europa.
Este canal tiene como objetivo acercar la televisión y cultura balear a los isleños de fuera de la comunidad, tanto en España como en Europa, así como al resto de ciudadanos de estas zonas.
A partir del 15 de abril de 2016 empezó a emitir también en Cataluña, recuperando así el acuerdo con la Corporación Catalana de Medios Audiovisuales, el cual permite emitir cadenas en la otra comunidad autónoma, respectivamente. Y a partir de marzo del 2021 también emite en la Comunidad Valenciana. De esta manera se finaliza el proceso de reciprocidad, así pues las tres comunidades de habla catalana pueden ver sus televisiones vecinas.